# Lance Haidet
Lance Haidet, né le 23 décembre 1997 à Bend (Oregon), est un coureur cycliste américain.

## Biographie
En début d'année 2017, il est sacré champion des États-Unis de cyclo-cross espoirs à Hartford, au terme d'une épreuve disputée sous des conditions météoroligues difficiles.

## Palmarès en cyclo-cross
- 2016-2017
  -  Champion des États-Unis de cyclo-cross espoirs
- 2017-2018
  - West Sacramento Cyclocross GP #2, West Sacramento
- 2018-2019
  - RenoCross, Reno
- 2019-2020
  - US Open of Cyclocross #1, Boulder City
  - Ruts 'n' Guts #2, Broken Arrow
- 2022-2023
  -  Médaillé de bronze du championnat panaméricain de cyclo-cross

## Palmarès sur route

### Par année
- 2017
  - Watsonville Criterium
- 2018
  - Modesto Road Race
- 2019
  -  Champion des États-Unis sur route espoirs
  - Turlock Lake Road Race
  - Berkeley Hills Road Race
- 2023
  - 2e de la Cat's Hill Classic

### Classements mondiaux
| Année                                 | 2018  | 2019  |
| ------------------------------------- | ----- | ----- |
| Classement mondial                    | 2943e | 1231e |
| UCI America Tour                      | 394e  | 169e  |
|                                       |       |       |
| Légende : nc = non classéSource : UCI |       |       |